# Tepui
Tepui /ˈtɛpwi/ (špansko [teˈpuj]) je mizasta gora ali mesa, ki jo najdemo v Gvajanskem višavju v Južni Ameriki, zlasti v Venezueli in zahodni Gvajani. Beseda tepui pomeni "hiša bogov" v maternem jeziku Pemonov, avtohtonega ljudstva, ki naseljuje Gran Sabana.
Tepui običajno najdemo kot izolirane entitete in ne v povezanih območjih, zaradi česar so gostitelj edinstvene vrste endemičnih rastlinskih in živalskih vrst. Nekateri najbolj izjemni tepui so Auyán tepui, Autana, Neblina in Roraima. Običajno so sestavljeni iz čistih blokov predkambrijskega kremenčevega arenitnega peščenjaka, ki se nenadoma dvigajo iz džungle in ustvarjajo spektakularno naravno pokrajino. Auyan tepui je izvir Angelovega slapa, najvišjega slapa na svetu.

## Morfologija
Te mizaste gore so ostanki velike planote iz peščenjaka, ki je nekoč pokrivala kompleks granitne podlage med severno mejo porečja Amazonke in Orinokom, med obalo Atlantika in Rio Negrom. To območje je del ostankov superceline Gondvana. Skozi celotno zgodovino Zemlje je bila planota erodirana, tepuiji pa so nastali iz preostalih osamelcev.
V Gran Sabani na jugovzhodu Venezuele na meji z Gvajano in Brazilijo je 115 takšnih mizastih gora, kjer je najvišja koncentracija tepuijev. Prepadne gore se dvigajo nad okolico do 1000 metrov.
Tepui se gibljejo v višino od 1000 do 3000 metrov. Skupna površina vseh 115 tepuijev je približno 5.000 km2.
Nekateri tepuiji imajo zaradi svoje velike starosti površinske značilnosti in jame, značilne za kraško topografijo, ki so nastale v bolj vodotopnih kamninah, kot je apnenec. Jame tukaj vključujejo 671 metrov globoko Abismo Guy Collet, najglobljo kvarcitno jamo na svetu. Nekatere mese so prežete z velikanskimi vrtačami s premerom do 300 metrov in s strmimi stenami in globoke do 300 metrov. Te vrtače nastanejo, ko se zrušijo strehe rovov, ki so jih izklesale podzemne reke.

## Rastlinstvo in živalstvo
Planote tepuijev so popolnoma izolirane od talnega gozda, zaradi česar so ekološki otoki. Nadmorska višina povzroča, da imajo drugačno podnebje kot pri talnem gozdu. Na vrhu so hladne temperature s pogostimi padavinami, medtem ko ima vznožje gora tropsko, toplo in vlažno podnebje. Izolacija je privedla do prisotnosti endemične flore in favne skozi tisočletja evolucije drugačnega sveta živali in rastlin, ki so ga od preostalega sveta odrezali mogočni skalni zidovi. Nekatere vrtače tepuijev vsebujejo vrste, ki so se razvile na teh "otokih znotraj otokov", ki so edinstvene za to vrtačo. Tepui se pogosto imenujejo celinski Galapaški otoki, ki imajo veliko število edinstvenih rastlin in živali, ki jih ni mogoče najti nikjer drugje na svetu. Tla so revna s hranili, kar je privedlo do bogate raznolikosti mesojedih rastlin, kot so Drosera in večina vrst Heliamphora, ter najrazličnejših orhidej in bromelij. Zaradi preperele, skalnate narave kamnitih tal ne nastajajo plasti humusa.
Domneva se, da endemiti na tepuijih predstavljajo reliktno favno in floro, ki je bila podvržena vikariantni speciaciji, ko se je planota skozi geološki čas razdrobila. Vendar pa nedavne študije kažejo, da tepui niso tako izolirani, kot so prvotno verjeli. Na primer, endemična skupina drevesnih žab, Tepuihyla, se je po nastanku tepuijev razšla; to pomeni, da je speciacija sledila kolonizaciji iz nižin.
Tepui, znani tudi kot "otoki nad deževnim gozdom", so izziv za raziskovalce, saj so dom velikega števila novih vrst, ki jih je še treba opisati. Nekatere od teh gora so skoraj vse leto prekrite z gostimi oblaki. Njihove površine je prej lahko fotografirala le helikopterska radarska oprema.
Veliko tepuijev je v narodnem parku Canaima v Venezueli, ki ga je UNESCO uvrstil na seznam svetovne dediščine.

## Izbor tepuijev
Nekaj najbolj opaznih od 60 tepujev:
- Auyan tepui je največji izmed tepuijev s površino 700 km2. Angelov slap, najvišji slap na svetu, pada iz razpoke na vrhu.
- Gora Roraima, znana tudi kot Roraima Tepui. Poročilo uglednega južnoameriškega raziskovalca Roberta Schomburgka je navdihnilo škotskega pisatelja Arthurja Conana Doyla, da je napisal svoj roman Izgubljeni svet o odkritju živega prazgodovinskega sveta, polnega dinozavrov in drugih prvinskih bitij. Na vrhu se stikajo meje Venezuele, Brazilije in Gvajane.
- Matawi Tepui, znan tudi kot Kukenán, kjer izvira reka Kukenán, ga lokalno ljudstvo Pemon šteje za "kraj mrtvih". Je poleg gore Roraime v Venezueli.
- Autana Tepui stoji 1300 m nad gozdnimi tlemi. Od ene do druge strani gore poteka edinstvena jama.
- Stroge skalne stene Ptari-tepuija so tako izolirane, da se verjame, da je tam veliko endemičnih rastlinskih in živalskih vrst.
- Sarisariñama Tepui, znan po skoraj popolnoma okroglih vrtačah, ki se spuščajo naravnost z vrha gore – največja taka vrtača ima premer in globino 300 m (ki naj bi nastala zaradi erozije podzemne vode). Na dnu imajo ekosistem, sestavljen iz edinstvenih rastlinskih in živalskih vrst.
- Masiv Ilú-Tramen je najsevernejša gora v verigi, ki se razteza vzdolž venezuelsko-gvajanske meje od Roraime na jugu.

## V popularni kulturi
Hipoteza, da endemična favna in flora tepuijev predstavljata ostanke starodavnih vrst, je bila navdih za roman Izgubljeni svet (1912) Arthurja Conana Doyla, ki je bil postavljen na tepui.
V filmu Arahnofobia iz leta 1990 je nova vrsta pajka z zelo močnim, smrtonosnim strupom, ki živi v družbenih kolonijah in je impliciran najvišji plenilec svojega okolja, odkrita v vrtači, ki jo obdaja tepui v venezuelskem deževnem gozdu, kar namiguje tudi na edinstvene ekološke razmere tepuijev.
Velik del zgodbe Pixar-Disneyjevega filma Up iz leta 2009 se odvija med tepuiji. Film vključuje tudi upodobitve številnih kamnitih formacij in slapa, podobnega Angelovem slapu, imenovanega "Paradise Falls".
Steve Backshall je bil del prve odprave, ki se je uspešno povzpela na goro Upuigma. Odprava je bila del programa Lost Land of the Jaguar na BBC One leta 2008. Na vrhu so odkrili endemično vrsto žabe in miši ter odtise stopal neznanega sesalca.
V romanu The 6th Extinction (2014)  Jamesa Rollinsa je bil tepui na severu Brazilije predstavljen kot skrivni brlog za zlobneža dr. Cutterja Elwesa.